# Sci nautico ai Giochi mondiali sulla spiaggia 2019
Le competizioni di sci nautico ai Giochi mondiali sulla spiaggia 2019 si sono svolte il 13 e il 14 ottobre 2019 nella laguna Leqtaifiya, a Doha. Si è gareggiato nella specialità del salto in due differenti tornei, uno maschile e uno femminile, a cui hanno partecipato rispettivamente 9 atleti e 11 atlete provenienti da 17 differenti nazioni.

## Calendario
Il calendario delle gare è stato il seguente:
| ● | Finali |

| Ottobre |    |    |    |    |    |
| 11      | 12 | 13 | 14 | 15 | 16 |
|         |    | ●  | 2  |    |    |

## Podi
| Evento    | Oro                       | Prestazione | Argento          | Prestazione | Bronzo           | Prestazione |
| Salto     |                           |             |                  |             |                  |             |
| Maschile  | Vladimir Rjanzin          | 59.9        | Stepan Shpak     | 59.2        | Emile Ritter     | 59.1        |
| Femminile | Aliaksandra Danisheuskaya | 49.5        | Jutta Menestrina | 49.3        | Hanna Straltsova | 49          |

## Medagliere
| Posizione | Paese       | Oro | Argento | Bronzo | Totale |
| --------- | ----------- | --- | ------- | ------ | ------ |
| 1         | Bielorussia | 1   | 1       | 1      | 3      |
| 2         | Russia      | 1   | 0       | 0      | 1      |
| 3         | Finlandia   | 0   | 1       | 0      | 1      |
| 4         | Cile        | 0   | 0       | 1      | 1      |
| Totale    | Totale      | 2   | 2       | 2      | 6      |